# Lehab
Segons el Gènesi, els lehab o lehabites són un grup de descendents de Misraim, fill de Cam i net de Noè.
Tot fa indicar que serien descendents d'un fill de Misraim anomenat Lehab, però la Bíblia no esmenta el seu nom.
Els lehabites se'ls identifica com els antecessors dels libis.